# Publius Iulius Scapula Priscus

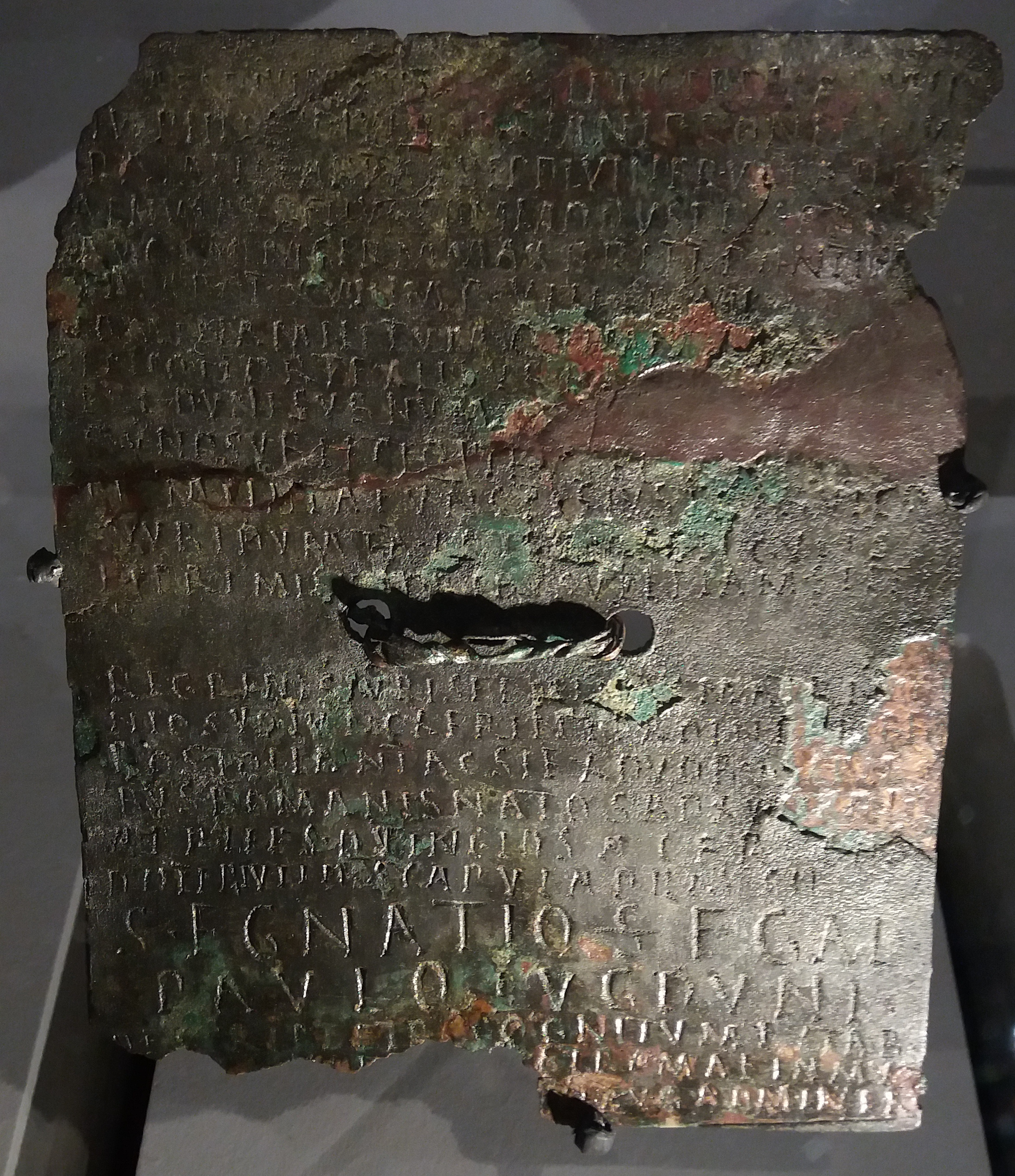
Das Militärdiplom vom 16. März 193 n. Chr.

Publius Iulius Scapula Priscus war ein im 2. Jahrhundert n. Chr. lebender Angehöriger des römischen Senatorenstandes.
Durch ein Militärdiplom, das auf den 16. März 193 datiert ist, ist belegt, dass Scapula 193 zusammen mit Quintus Tineius Sacerdos Suffektkonsul war.